# Gregor Wentzel
Gregor Wentzel (Oldemburgo, 17 de febrero de 1898-Ascona, Suiza; 12 de agosto de 1978) fue un físico alemán famoso por su colaboración en el desarrollo de la mecánica cuántica. Wentzel, Hendrik Kramers, y Léon Brillouin desarrollaron la aproximación Wentzel-Kramers-Brillouin en 1926. Antes de eso, había trabajado en espectroscopía de rayos-X, para luego hacer contribuciones en mecánica cuántica, electrodinámica cuántica y teoría mesónica.

## Carrera
Wentzel estudió matemáticas y física desde 1916 en la Universidad de Friburgo. Durante 1917 y 1918, sirvió en las fuerzas armadas durante Primera Guerra Mundial. Prosiguió después su educación en Friburgo hasta 1919, cuando marchó a la Universidad de Greifswald. En 1920, fue a la Universidad de Múnich a estudiar bajo la guía de Arnold Sommerfeld. Wentzel obtuvo su doctorado en 1921 y completó su habilitación en 1922.
Se quedó en la Universidad de Múnich como privatdozent hasta que fue nombrado profesor extraordinario de física matemática en la Universidad de Leipzig en 1926. Ese mismo año Wentzel, Hendrik Kramers y Léon Brillouin desarrollaron independientemente que lo que se llegaría a conocer como aproximación de Wentzel–Kramers–Brillouin, (aproximación WKB) o aproximación clásica. Fue nombrado profesor ordinario de física teórica en la Universidad de Zúrich en sustitución de Erwin Schrödinger en 1928, al mismo tiempo que Wolfgang Pauli llegaba a la ETH Zúrich, Juntos, Wentzel y Pauli labraron la reputación de Zúrich como centro de física teórica moderna. En 1948, Wentzel obtuvo un puesto de profesor en el Instituto Enrico Fermi de la Universidad de Chicago. Se jubiló en 1970 y pasó sus últimos años en Ascona, Suiza. En 1975, fue galardonado con la Medalla Max Planck.

### Libros
- Gregor Wentzel. Einführung in die Quantentheorie der Wellenfelder. Franz Deuticke, 1943, 1946. Ann Arbor, Michigan: J.w. Edwards, 1943, 1946. (Translated by Charlotte Houtermans and J. M. Jauch, with an Appendix by J. M. Jauch. Quantum Theory of Fields. Interscience, 1949. Dover, 2003.) ISBN 0-486-43245-9
- Gregor Wentzel. Lectures on Strong Coupling Meson Theory at the University of Rochester. 1954.
- Gregor Wentzel and notes by K. K. Gupta. Lectures on Special Topics in Field Theory. Lectures on Mathematics and Physics: Physics. Tata Institute of Fundamental Research, 1957.
- Gregor Wentzel. Lectures on Special Topics in Quantum Mechanics. Lectures on Mathematics and Physics. Physics, 3. Tata Institute of Fundamental Research, 1965.

### Artículos
- Arnold Sommerfeld and Gregor Wentzel. Über reguläre und irreguläre Dublett, Zeitschrift für Physik 7 86-92 (1921) as cited in Sommerfeld Bibliography.